# Avatar (bande originale)
Pour les articles homonymes, voir Avatar.
Albums de James Horner
Le Garçon au pyjama rayé
(2008) Karaté Kid
(2010)
Bandes originales de Avatar
Avatar 2
(2021)
La bande originale d'Avatar a été composée, co-orchestrée et conduite par James Horner. L'album édition deluxe, est sorti le 19 avril 2010 pour promouvoir la sortie en DVD du film.

## Information
Le compositeur James Horner a marqué le cinéma, sa troisième collaboration avec Cameron, après Aliens et Titanic. Horner a enregistré les parties de la partition avec un petit chant de choral dans la langue Na'vi en mars 2008. Il a également travaillé avec Wanda Bryant, un ethnomusicologue, pour créer la musique de la culture de la race extraterrestre. Horner utilisa les conseils de son assistant et ils ont mis une quantité inhabituelle d'instruments virtuels dans ce projet. Les premières séances d'évaluations ont été planifiées au printemps 2009.  Leona Lewis a chanté la chanson « I See You ».
Une piste bonus appelée "Into the Na'vi World" est disponible exclusivement par l'intermédiaire du site officiel. Elle n'a pas été inclus sur les versions physiques et numériques de la bande sonore.

## Nominations
L'album a été nommé pour la meilleure bande originale à la 82e cérémonie des Oscars, mais perdit face à Là-haut. "I See You" a été nommé pour un Golden Globe dans la catégorie de la Meilleure chanson originale pour la 67e cérémonie des Golden Globes.

## Liste des titres
- 01 - “You Don’t Dream in Cryo…” - 6:09
- 02 - Jake Enters His Avatar World - 5:24
- 03 - Pure Spirits of the Forest - 8:49
- 04 - The Bioluminescence of the Night - 3:37
- 05 - Becoming One of “The People” Becoming One With Neytiri - 7:43
- 06 - Climbing Up – “Iknimaya – The Path to Heaven” - 3:18
- 07 - Jake’s First Flight - 4:49
- 08 - Scorched Earth - 3:32
- 09 - Quaritch - 5:01
- 10 - The Destruction of “Hometree” - 6:47
- 11 - Shutting Down Grace’s Lab - 2:47
- 12 - Gathering All the Na’vi Clans for Battle - 5:14
- 13 - War - 11:21
- 14 - I See You (Theme from Avatar) - 4:20
- 15 - Pandora (édition deluxe) - 3:17
- 16 - Viperwolves Attack (édition deluxe) - 3:49
- 17 - Great Leonoptryx (édition deluxe) - 1:33
- 18 - Escape from Hellgate (édition deluxe) - 3:25
- 19 - Healing Ceremony (édition deluxe) - 2:21
- 20 - The Death of Quaritch (édition deluxe)" - 5:20

## Tableau historique

### Tableau des positions
L'album a figuré au Billboard 200 albums sur la semaine du 2 janvier 2010, débutant au numéro 172. La semaine suivante, il a grimpé le tableau pour obtenir un nouveau sommet au numéro 119, puis la semaine suivante, il sauta au numéro 32. Sur la semaine du 23 janvier 2010, la BO a atteint son pic en se plaçant en 31e position.
| Chart (2010)                     | Peak position |
| -------------------------------- | ------------- |
| Australian ARIA Albums Chart     | 89            |
| Austrian Albums Chart            | 11            |
| Belgian Albums Chart (Flanders)  | 37            |
| Belgian Albums Chart (Wallonia)  | 55            |
| Dutch Albums Chart               | 74            |
| French Albums Chart              | 19            |
| French Digital Albums Chart      | 1             |
| German Albums Chart              | 10            |
| Greek Albums Chart               | 10            |
| Mexican Albums Chart             | 69            |
| Spanish Albums Chart             | 75            |
| Swiss Albums Chart               | 9             |
| U.S. Billboard 200 Chart         | 31            |
| U.S. Billboard Digital Albums    | 4             |
| U.S. Billboard Soundtrack Albums | 5             |

### I See You
"I See You" est entré dans le Irish Singles Chart le 14 janvier 2010 à la position 47.
| Chart (2010)        | Peak position |
| ------------------- | ------------- |
| Irish Singles Chart | 47            |